# 川井為巳
川井 為巳（爲巳、かわい ためき、1850年11月19日（嘉永3年10月16日）- 1917年（大正6年）7月9日）は、幕末の岸和田藩士、明治から大正前期の実業家・政治家。衆議院議員。旧姓・岡部。

## 経歴
和泉国南郡岸和田村（大阪府泉南郡岸和田村、岸和田町を経て現岸和田市）で、岸和田藩江戸家老・岡部魯山の二男として生れ、安政5年（1858年）同藩国家老・川井鶤只の養子となり、文久3年1月（1863年）家督を相続した。藩校修武館で漢籍を修めた。藩の重臣として幕末維新の状況に対処した。
廃藩置県後、旧藩士族の代表として第五十一国立銀行設立発起人の一人となる。以後、第五十一銀行頭取、大阪農工銀行頭取、大阪木津川セメント取締役、岸和田紡績取締役、和泉水力電気取締役、日本生命保険監査役、南海鉄道監査役、中村鉛筆監査役などを務めた。
政界では、泉南郡会議員、所得税調査委員を務めた。1903年（明治36年）1月、第8回衆議院議員総選挙に大阪府郡部から無所属で出馬して初当選。1915年（大正4年）3月、第12回総選挙に大阪府郡部から立憲同志会所属で出馬して再選され、その後憲政会に所属し衆議院議員に通算2期在任した。この間、衆議院決算委員などを務めた。